# Équation du rendu

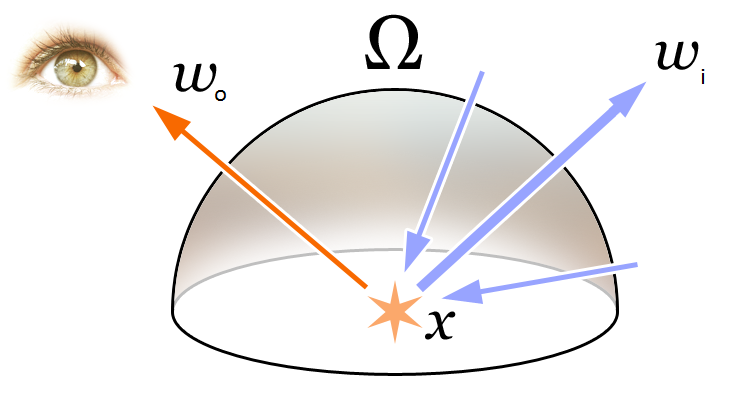
L'équation du rendu décrit la quantité totale de lumière émise à partir d'un point dans la direction de sortie, en fonction de la lumière entrante et de la BRDF.

En informatique graphique, l'équation du rendu est une équation intégrale qui décrit l'équilibre radiatif lumineux sur une surface. Elle énonce que la luminance énergétique quittant un point donné est égale à la somme des luminances énergétiques émise et réfléchie, sous les hypothèses de l'optique géométrique. Elle a été introduite en informatique graphique par David Immel et al. et James Kajiya indépendamment en 1986. Les techniques de rendu physique réaliste tentent de résoudre cette équation afin d'obtenir une image fidèle d'un modèle de scène 3D.
L'équation du rendu découle du principe physique de conservation de l'énergie. Si {\displaystyle L} désigne la luminance énergétique en une position et une direction données, la lumière sortante {\displaystyle L_{\text{o}}} est la somme de la lumière émise {\displaystyle L_{\text{e}}} et de la lumière réfléchie. La lumière réfléchie est elle-même la somme sur l'hémisphère des directions de la lumière entrante {\displaystyle L_{\text{i}}} multipliée par la BRDF et le cosinus de l'angle d'incidence.

## Formulation mathématique
L'équation du rendu s'écrit :
{\displaystyle L_{\text{o}}(\mathbf {x} ,\omega _{\text{o}},\lambda ,t)=L_{\text{e}}(\mathbf {x} ,\omega _{\text{o}},\lambda ,t)\ +\int _{\Omega }f_{\text{r}}(\mathbf {x} ,\omega _{\text{i}},\omega _{\text{o}},\lambda ,t)L_{\text{i}}(\mathbf {x} ,\omega _{\text{i}},\lambda ,t)(\omega _{\text{i}}\cdot \mathbf {n} )\operatorname {d} \omega _{\text{i}}}
où :
- {\displaystyle L_{\text{o}}(\mathbf {x} ,\omega _{\text{o}},\lambda ,t)} est la luminance spectrale totale sortant du point {\displaystyle \mathbf {x} } selon la direction {\displaystyle \omega _{\text{o}}}, à la longueur d'onde {\displaystyle \lambda } et au temps {\displaystyle t} ;
- {\displaystyle \mathbf {x} } est la position dans l'espace ;
- {\displaystyle \omega _{\text{o}}} est la direction de la lumière sortante ;
- {\displaystyle \lambda } est la longueur d'onde de la lumière ;
- {\displaystyle t} est le temps ;
- {\displaystyle L_{\text{e}}(\mathbf {x} ,\omega _{\text{o}},\lambda ,t)} est la luminance spectrale émise ;
- {\displaystyle \int _{\Omega }\dots \operatorname {d} \omega _{\text{i}}} est l'intégrale sur {\displaystyle \Omega } ;
- {\displaystyle \Omega } est l'hémisphère unitaire centrée en {\displaystyle \mathbf {n} } contenant les valeurs de {\displaystyle \omega _{\text{i}}} pour lesquelles {\displaystyle \omega _{\text{i}}\cdot \mathbf {n} >0} ;
- {\displaystyle \mathbf {n} } est la normale à la surface au point {\displaystyle \mathbf {x} } ;
- {\displaystyle \omega _{\text{i}}} est l'opposé de la direction entrante ;
- {\displaystyle f_{\text{r}}(\mathbf {x} ,\omega _{\text{i}},\omega _{\text{o}},\lambda ,t)} est la fonction de distribution de réflectance bidirectionnelle, soit la proportion de lumière réfléchie de {\displaystyle \omega _{\text{i}}} vers {\displaystyle \omega _{\text{o}}} au point {\displaystyle \mathbf {x} }, à la longueur d'onde {\displaystyle \lambda } et au temps {\displaystyle t} ;
- {\displaystyle L_{\text{i}}(\mathbf {x} ,\omega _{\text{i}},\lambda ,t)} est la luminance spectrale arrivant en {\displaystyle \mathbf {x} } selon la direction {\displaystyle \omega _{\text{i}}}, à la longueur d'onde {\displaystyle \lambda } et au temps {\displaystyle t} ;
- {\displaystyle \omega _{\text{i}}\cdot \mathbf {n} } est le facteur d'atténuation de l'irradiance dû à l'angle d'incidence, qui tient compte de l'étalement du flux lumineux sur la surface lorsque l'éclairement n'est pas perpendiculaire. Ce terme est souvent écrit {\displaystyle \cos \theta _{i}} avec {\displaystyle \theta _{\text{i}}} l'angle d'incidence.

L'équation du rendu peut être également définie de cette manière:
{\displaystyle L_{o}=L_{e}+\int _{\Omega }\!L_{i}\cdot f_{r}\cdot \cos \theta \cdot \mathrm {d} \omega }
où :
- {\displaystyle L_{o}} est la luminance sortante de la surface ;
- {\displaystyle L_{e}} est la luminance émise ;
- {\displaystyle L_{i}} est la luminance arrivant sur la surface selon la direction {\displaystyle \omega } ;
- {\displaystyle f_{r}} est la BRDF de la surface ;
- {\displaystyle \theta } est l'angle formé par la normale a la surface et par la direction {\displaystyle \omega } ;
- {\displaystyle \cos \theta } est le produit scalaire de la normale et de la direction {\displaystyle \omega } ;
- {\displaystyle \Omega } est l'hémisphère de rayon 1 centrée sur la normale a la surface contenant les valeurs de {\displaystyle \omega } pour lesquelles {\displaystyle \cos \theta >0} ;
- {\displaystyle \int _{\Omega }\dots \mathrm {d} \omega } est l'intégrale sur {\displaystyle \Omega } ;

L'équation du rendu est linéaire car elle se compose uniquement de multiplications et d'additions. Cette caractéristique permet de factoriser certains termes de l'équation ou de les réarranger pour procéder à des simplifications sous certaines hypothèses pratiques, comme le font de nombreuses méthodes de rendu. Formellement, il s'agit d'une équation intégrale de Fredholm du second type.
Également, on peut remarquer que l'équation du rendu est récursive. En effet, pour calculer la luminance entrante ({\displaystyle L_{i}}), il faut utliliser l'équation du rendu car la luminance entrante peut être émise par une autre surface.

## Applications
Résoudre l'équation du rendu pour obtenir une image à partir d'une scène donnée est l'objectif du rendu physique réaliste. La rastérisation d'une scène 3D permet de résoudre le cas spécial de l'équation du rendu où la lumière entrante provient d'une source lumineuse, et la lumière sortante est collectée par un capteur virtuel ; on parle alors d'éclairage direct. Les algorithmes qui tiennent compte de multiples rebonds de lumière entre les surfaces simulent quant à eux l'éclairage global. Historiquement, la méthode des éléments finis a été appliquée à ce problème, conduisant aux algorithmes de rendu par radiosité. Aujourd'hui, la méthode de Monte Carlo est la plus employée pour l'éclairage global. Elle se décline en de nombreux algorithmes comme le Path Tracing, le Photon Mapping, ou le transport de lumière de Metropolis.

## Limitations et généralisations
Telle quelle, l'équation du rendu ne décrit pas tous les aspects du transport lumineux car de nombreux phénomènes physiques dépassent son cadre théorique. Plusieurs caractéristiques des surfaces solides ne sont pas modélisées par la BRDF, et échappent donc à l'équation du rendu :
- La réfraction, qui se produit lorsque la lumière est transmise à travers la surface, par exemple lorsqu'elle atteint un objet en verre ou la surface de l'eau.
- La transluminescence, où les positions d'entrée et de sortie de la lumière sont différentes. Ce phénomène est très présent à l'intérieur des surfaces organiques telles que la peau ou les champignons. Une BSSRDF peut être employée pour les représenter.

D'autre phénomènes ne peuvent pas être pris en compte dans l'équation du rendu car ils contredisent les hypothèses de l'optique géométrique :
- La polarisation, où les composantes de la lumière sont réfléchies séparément, par exemple lorsqu'elle se reflète à la surface de l'eau.
- La phosphorescence, qui se produit lorsque la lumière ou tout autre rayonnement électromagnétique est absorbé à un temps donné et réémis ultérieurement.
- La fluorescence, où la lumière absorbée est réémise immédiatement mais à des longueurs d'onde différentes.
- L'effet Doppler, où la lumière arrivant sur une surface se déplaçant à grande vitesse sort avec une longueur d'onde décalée.
- Les interférence, qui surviennent quand les propriétés ondulatoires de la lumière entrent en jeu lors de la réflexion. C'est le cas sur des surfaces de taille caractéristique comparable aux longueurs d'onde réfléchies.
- Les effets non linéaires, pour lesquels la conservation de l'énergie ne concerne plus seulement le flux lumineux et la surface mais un système plus large comme l'intérieur d'un laser.

L'équation du rendu peut être généralisée pour décrire des configurations physiques complexes. Par exemple, lorsqu'une scène n'est pas composée uniquement de surfaces séparées par du vide mais contient des milieux participants comme de la fumée ou des nuages, l'équation du rendu est généralisée en l'équation du rendu volumique pour tenir compte des interactions entre les photons et les particules présentes dans le milieu.